# Tercera guerra siria
La tercera guerra siria, también conocida como la guerra de Laódice, es el tercero de los seis conflictos que enfrentaron a los imperios seléucida y egipcio a lo largo de los siglos III a. C. y II a. C., desde 274 a C. hasta 168 a C., por la posesión de la Celesiria, y que llevó a ambos contendientes a la decadencia y a la derrota final ante Roma y Partia.

## Antecedentes
Al aceptar casarse con Berenice Sira, hija de Ptolomeo II, Antíoco II buscaba, además de una mujer más joven y menos enérgica que Laódice, nuevos recursos y la alianza de los lágidas. Los seléucidas tenían necesidad de la paz para consolidar lo que quedaba de su patrimonio, pero no la consiguieron. El matrimonio diplomático de Antíoco tuvo como consecuencia inmediata arrojar al país a una nueva guerra, más desastrosa todavía que las precedentes.
Ptolomeo II había muerto en 246 a C., y Antíoco II le sobrevivió tan solo unos siete meses. A su muerte, fue proclamado rey Seleuco II, su hijo con Laódice, mientras que eran asesinados Berenice y su hijo, aunque no antes de que hubieran pedido ayuda a Ptolomeo III.

## La guerra
Ptolomeo III se apresuró a enviar una flota, que ocupó Seleucia y Antioquía. Luego, el ejército egipcio invadió Cilicia, para evitar que Seleuco dominara Asia Menor. Ptolomeo se presentó personalmente en Siria, logrando el dominio desde el sur del Tauro hasta el Éufrates. Sin embargo, por razones desconocidas, se volvió a Egipto sin consolidar las conquistas.
Seleuco reaccionó, consiguiendo una alianza matrimonial con Mitrídates II del Ponto, y pudo centrarse en la reconquista de Siria y la construcción de una nueva flota. La reconquista fue rápida, facilitada por la acción de Antígono II Gónatas, que venció a Egipto en la batalla naval de Andros.
En 241 a C. se firmó la paz, que no fue mal para Ptolomeo, pues pudo conservar bases en el Egeo: Éfeso, Mileto, Samos, partes de Caria, Licia y Cilicia, además de Fenicia y Seleucia Pieria en el norte de Siria.